# Arquidiócesis de Yangón
La arquidiócesis de Yangón (en latín: Archidioecesis Yangonen(sis) y en birmano: ရန်ကုန်ဂိုဏ်းချုပ်သာသနာ၏) es una circunscripción eclesiástica latina de la Iglesia católica en Birmania, sede metropolitana de la provincia eclesiástica de Yangón. La arquidiócesis tiene al arzobispo cardenal Charles Maung Bo, S.D.B. como su ordinario desde el 15 de mayo de 2003. 

## Territorio y organización
La arquidiócesis tiene 47 192 km² y extiende su jurisdicción sobre los fieles católicos de rito latino residentes en la región de Rangún, parte de las regiones de Bago y Ayeyarwady, y parte de los estados Kayah y Mon.
La sede de la arquidiócesis se encuentra en la ciudad de Rangún (oficialmente llamada Yangón), en donde se halla la Catedral de la Inmaculada Concepción.
En 2020 en la arquidiócesis existían 47 parroquias agrupadas en 3 zonas pastorales: Yangón, Maubin y Bago.
La arquidiócesis tiene como sufragáneas a las diócesis de: Hpa-An, Mawlamyaing, Pathein y Pyay.

## Historia
La misión católica birmana comenzó oficialmente en 1721-1722 cuando la Congregación de Propaganda Fide envió a los primeros misioneros barnabitas Sigismondo Calchi y Giuseppe Vittoni para evangelizar los reinos de Ava y Pegu. La misión tuvo dificultades para establecerse debido a la oposición de los misioneros del Padroado portugués de la diócesis de Santo Tomé de Meliapor, que ostentaban derechos de patronato sobre las tierras de Birmania.
Sin embargo, los primeros éxitos misioneros impulsaron a la Santa Sede a erigir el vicariato apostólico de Ava y Pegu en 1741, quitándolo de la jurisdicción mayoritariamente teórica de la diócesis de Santo Tomé de Meliapor, y encomendando la labor misionera a los barnabitas.
En 1770 se abrió el primer seminario birmano en Monhla; en 1793 fueron ordenados en Amarapura los primeros sacerdotes birmanos, Joseph Maung Gyi y André Ko.
Pero las continuas guerras entre los potentados locales dificultaron la obra de los barnabitas, algunos misioneros sufrieron el martirio; a finales del siglo XVIII los fieles católicos birmanos eran sólo unos 5000; además, las guerras en Europa impidieron la llegada de nuevos misioneros y de hecho la misión fue abandonada.
El papa Gregorio XVI se hizo cargo de la obra de evangelización en Birmania, enviando primero a los escolapios y luego a los Oblatos Misioneros de la Virgen María. La misión sufrió un duro golpe durante la segunda guerra anglo-birmana (1852-1853): los misioneros, unidos al enemigo británico, fueron desfalcados y encarcelados por las autoridades birmanas y sus obras destruidas. Al final, el vicario apostólico Giovanni Antonio Balma renunció a la misión invitando a Propaganda Fide a confiarla a la Sociedad de las Misiones Extranjeras de París.
En 1856 el vicariato apostólico tomó el nombre de vicariato apostólico de Birmania y fue confiado por Pío IX a la congregación misionera francesa. El 30 de marzo del mismo año, el padre Paul Ambroise Bigandet, exprovicario de Malaca, fue consagrado obispo y nombrado administrador apostólico de Birmania.
El 27 de noviembre de 1866 el vicariato apostólico se dividió en tres nuevos vicariatos apostólicos, lo que tuvo en cuenta lo que era la nueva geografía política del país:
- Birmania Oriental (hoy diócesis de Taungngu), en la frontera entre Siam y China, confiado a los misioneros del Pontificio Instituto Misiones Extranjeras;
- Birmania Central (hoy arquidiócesis de Mandalay), más tarde llamado Birmania Septentrional, correspondiente a lo que quedó del imperio independiente de Birmania (que cayó luego en manos británicas con la tercera guerra anglo-birmana);
- Birmania Sudoccidental, correspondiente a los dominios británicos adquiridos tras la segunda guerra anglo-birmana, donde siguió operando el obispo Bigandet.

El 19 de julio de 1870, mediante el breve Quod Catholici nominis del papa Pío IX, el vicariato apostólico de Birmania Sudoccidental tomó el nombre de vicariato apostólico de Birmania Meridional y Bigandet se convirtió oficialmente en el primer vicario apostólico. El 7 de mayo de 1953 el vicariato cambió de nuevo su nombre a vicariato apostólico de Rangún en virtud del decreto Cum postremis de la Sagrada Congregación de Propaganda Fide.
El 1 de enero de 1955 cedió una parte de su territorio para la erección de la diócesis de Bassein (hoy diócesis de Pathein) mediante la bula Quo commodius, y el mismo día fue elevada al rango de arquidiócesis metropolitana con la bula Dum alterna del papa Pío XII.
El 11 de abril de 1960 cedió otra porción de territorio, correspondiente a las islas Andaman y Nicobar, a la arquidiócesis de Ranchi mediante el decreto Cum dominium de la Propaganda Fide.
El 8 de octubre de 1991 la arquidiócesis tomó su nombre actual en virtud del decreto Apostolicis de la Congregación para la Evangelización de los Pueblos.
El 22 de marzo de 1993 cedió una porción de territorio para la erección de la diócesis de Mawlamyine mediante la bula Ad efficacius consulendum del papa Juan Pablo II.
El 24 de enero de 2009 cedió una porción de territorio para la erección de la diócesis de Hpa-an mediante la bula Missionalem navitatem del papa Benedicto XVI.

## Estadísticas
De acuerdo al Anuario Pontificio 2021 la arquidiócesis tenía a fines de 2020 un total de 62 151 fieles bautizados.
| Año                                                                             | Población            | Población  | Población      | Sacerdotes | Sacerdotes    | Sacerdotes    | Bautizados por sacerdote | Diáconos permanentes | Religiosos | Religiosos | Parroquias |
| Año                                                                             | Bautizados católicos | Total      | % de católicos | Total      | Clero secular | Clero regular | Bautizados por sacerdote | Diáconos permanentes | Varones    | Mujeres    | Parroquias |
| ------------------------------------------------------------------------------- | -------------------- | ---------- | -------------- | ---------- | ------------- | ------------- | ------------------------ | -------------------- | ---------- | ---------- | ---------- |
| 1950                                                                            | 70 000               | 7 000      | 1.0            | 63         | 63            |               | 1111                     |                      | 23         | 253        | 36         |
| 1970                                                                            | 46 226               | 7 982 000  | 0.6            | 43         | 35            | 8             | 1075                     |                      | 39         | 124        | 31         |
| 1978                                                                            | 62 427               | 9 202 000  | 0.7            | 51         | 48            | 3             | 1224                     |                      | 26         | 126        | 33         |
| 1987                                                                            | 70 287               | 12 767 287 | 0.6            | 53         | 52            | 1             | 1326                     |                      | 17         | 192        | 33         |
| 1999                                                                            | 78 000               | 14 570 000 | 0.5            | 65         | 65            |               | 1200                     | 1                    | 16         | 196        | 44         |
| 2000                                                                            | 80 000               | 14 580 000 | 0.5            | 68         | 68            |               | 1176                     |                      | 18         | 196        | 44         |
| 2001                                                                            | 81 565               | 14 670 000 | 0.6            | 70         | 70            |               | 1165                     |                      | 23         | 227        | 50         |
| 2002                                                                            | 85 000               | 14 700 000 | 0.6            | 80         | 80            |               | 1062                     |                      | 23         | 247        | 50         |
| 2004                                                                            | 81 565               | 15 000     | 0.5            | 83         | 79            | 4             | 982                      |                      | 21         | 235        | 47         |
| 2009                                                                            | 79 682               | 13 840 000 | 0.6            | 84         | 79            | 5             | 949                      |                      | ?          | 264        | 31         |
| 2010                                                                            | 76 283               | 14 050 000 | 0.5            | 84         | 71            | 13            | 908                      |                      | 53         | 265        | 39         |
| 2014                                                                            | 68 686               | 14 763 000 | 0.5            | 103        | 78            | 25            | 666                      |                      | 65         | 371        | 41         |
| 2017                                                                            | 64 216               | 12 300 000 | 0.5            | 109        | 88            | 21            | 589                      |                      | 60         | 387        | 44         |
| 2020                                                                            | 62 151               | 12 105 600 | 0.5            | 125        | 100           | 25            | 497                      |                      | 69         | 408        | 47         |
| Fuente: Catholic-Hierarchy, que a su vez toma los datos del Anuario Pontificio. |                      |            |                |            |               |               |                          |                      |            |            |            |

## Episcopologio
- Pio Gallizia, B. † (25 de enero de 1741-23 de marzo de 1745 falleció)[12]
  - Sede vacante (1745-1753)
- Paolo Antonio Nerini, B. † (16 de noviembre de 1753-11 de agosto de 1756 falleció)
  - Sede vacante (1756-1764)
- Benigno Avenati, B. † (22 de agosto de 1764-27 de septiembre de 1765 falleció)
- Giovanni Percoto, B. † (8 de noviembre de 1765-12 de diciembre de 1776 falleció)
- Gherardo Cortenovis, B. † (28 de enero de 1778-5 de mayo de 1780 falleció)
- Gaetano Maria Mantegazza (Montegazza), B. † (5 de mayo de 1780 por sucesión-4 de agosto de 1794 falleció)
  - Sede vacante (1794-1797)
- Marcello Cortenovis, B. † (14 de febrero de 1797-25 de octubre de 1798 falleció)
  - Sede vacante (1798-1830)
- Frederic Cao, Sch.P. † (18 de junio de 1830-11 de julio de 1841 renunció)
- Giovanni Domenico Faustino Ceretti, O.M.V. † (5 de julio de 1842-26 de diciembre de 1846 renunció)
- Giovanni Antonio Balma, O.M.V. † (5 de septiembre de 1848-9 de septiembre de 1855 renunció)[13]
  - Sede vacante (1855-1870)
- Paul Ambroise Bigandet, M.E.P. † (12 de agosto de 1870-13 de marzo de 1894 falleció)
- Alexandre Cardot, M.E.P. † (19 de marzo de 1894 por sucesión-18 de octubre de 1925 falleció)
- Félix-Henri-François-Donatien Perroy, M.E.P. † (18 de octubre de 1925 por sucesión-10 de abril de 1931 falleció)
- Frédéric-Joseph-Marie Provost, M.E.P. † (10 de abril de 1931 por sucesión-27 de septiembre de 1952 falleció)
- Victor Bazin, M.E.P. † (7 de mayo de 1953-19 de junio de 1971 renunció)
- Gabriel Thohey Mahn-Gaby † (19 de junio de 1971 por sucesión-30 de septiembre de 2002 retirado)
- Cardenal Charles Maung Bo, S.D.B., desde el 15 de mayo de 2003[14]